# الدوري التايلاندي الممتاز 2004-05
الدوري التايلاندي الممتاز 2004-05 (بالتايلندية: ไทยลีก ฤดูกาล 2547/48)‏ هو الموسم 9 من الدوري التايلاندي الممتاز. كان عدد الأندية المشاركة فيه 10، وفاز فيه Thailand Tobacco Monopoly F.C. ‏.